# Dan Lyle
Pas d'image ? Cliquez ici

a Compétitions nationales et continentales officielles uniquement.

b Matchs officiels uniquement.
Dernière mise à jour le 3 février 2024.
Daniel Joseph Lyle, est né le 28 septembre 1970 à Louisville (États-Unis). C’est un ancien joueur de rugby à XV, qui a joué avec l'équipe des États-Unis de 1994 jusqu'en 2003, évoluant au poste de troisième ligne centre.

## Carrière

### En club
Dan Lyle rejoint le club anglais de Bath Rugby en provenance du club de sa ville de naissance Old Mission Beach Athletic Club (OMBAC) pour la saison 1996-1997.
Il a disputé sept saisons avec le club de Bath, en étant capitaine en 2001-2002, jouant 125 matchs pour le club, participant à la conquête de la Coupe d'Europe de rugby 1997-1998 grâce à une victoire en finale contre Brive à Bordeaux.
Dan Lyle partit pour les Leicester Tigers en 2003, mais quitta le club peu après pour retourner en Amérique, après  avoir porté une fois encore les couleurs américaines pour la Coupe du monde de rugby 2003. 
Il a été peu après le Directeur exécutif de USA Rugby, la fédération nationale du rugby aux États-Unis. 

### En équipe nationale
Il a eu sa première cape internationale le 5 novembre 1994 à Dublin à l’occasion d’un match contre l'équipe d'Irlande (défaite 26-15). 
Dan Lyle a disputé la Coupe du monde 1999 (2 matchs) et 2003 (4 matchs). 

## Palmarès
- 45 sélections dont 24 fois capitaine
- Sélections par années : 1 en 1994, 1 en 1995, 7 en 1996, 9 en 1997, 8 en 1999, 2 en 2000, 4 en 2001, 2 en 2002 et 11 en 2003
- Participation à la coupe du monde 1999, 2003.